# Jean-Pierre Kahane
Jean-Pierre Kahane (Paris, 11 de dezembro de 1926 – 21 de junho de 2017) foi um matemático francês.

## Carreira acadêmica
Foi professor assistente e professor de matemática em Montpellier, de 1954 a 1961. Desde então, lecionou até sua aposentadoria em 1994. Posteriormente foi professor emérito na Universidade Paris-Sul em Orsay.
Foi eleito membro correspondente da Academia de Ciências da França em 1982 e membro integral em 1998.
Em 2012 tornou-se fellow da American Mathematical Society.
Foi presidente da União Racionalista (em francês, Union rationaliste) de 2001 a 2004.
Kahane também foi conhecido por seu ativismo no Partido Comunista Francês..

## Prêmios
Foi laureado com os seguintes prêmios:
- 1972 : Prix Servant
- 1980 : Prix de l'État
- 1995 : Medalha Émile Picard